# Alfred Lemm

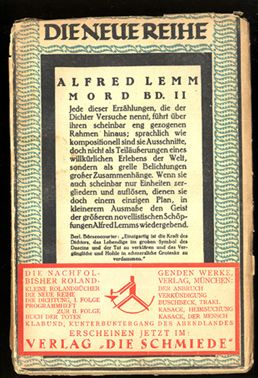
Mord. Band 2. München, Roland Verlag, 1918. Vom Verlag Die Schmiede übernommenes Restexemplar

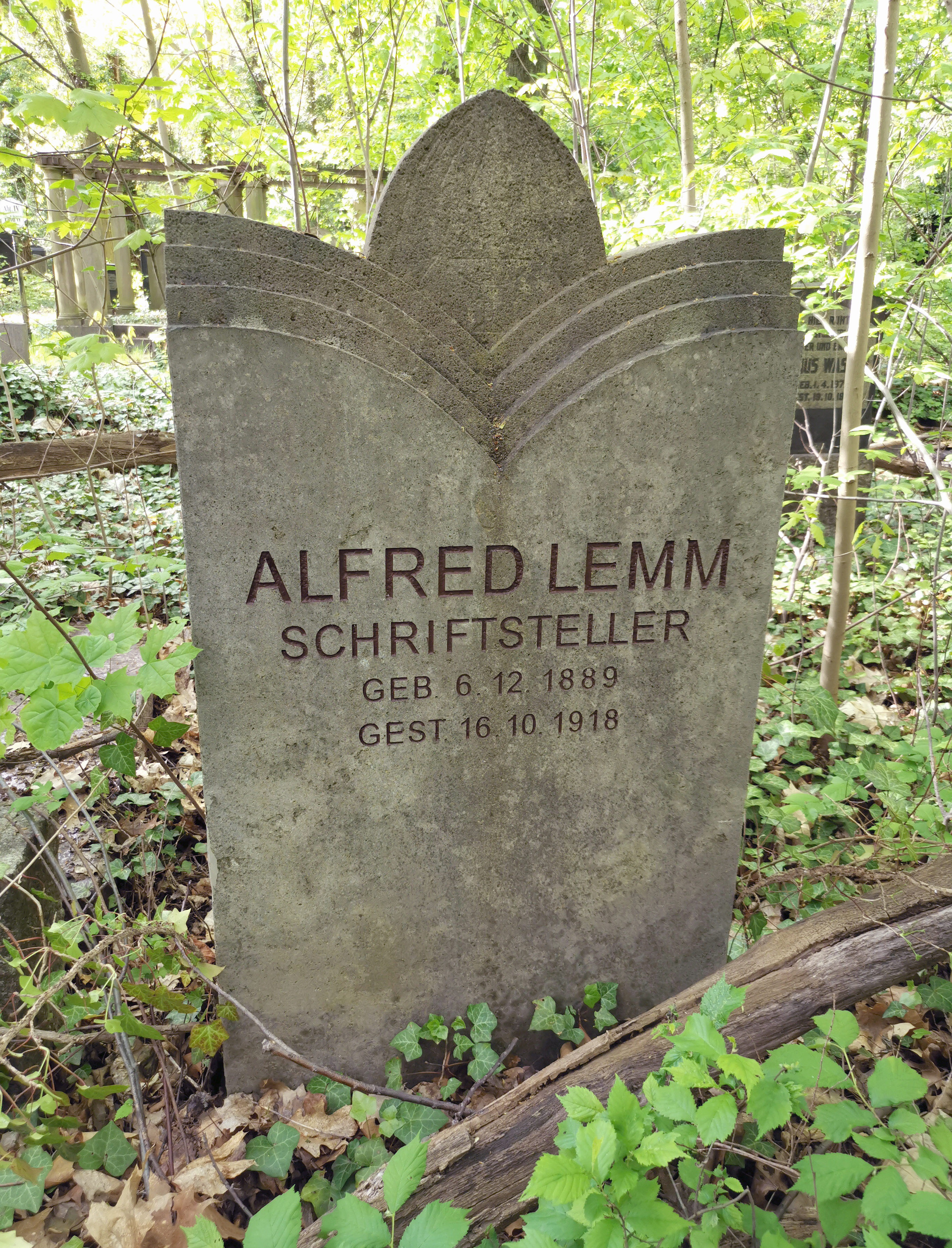
Grab auf dem Jüdischen Friedhof Berlin-Weißensee, Feld B 5

Alfred Lemm (* 6. Dezember 1889 in Berlin; † 16. Oktober 1918 in Berlin-Wilmersdorf; eigentlich Max Alfred Lehmann) war ein deutscher expressionistischer Erzähler, Pazifist und Essayist, der sich in vielen seiner Schriften in Anlehnung an Martin Buber für eine Erneuerung des Judentums in Deutschland durch eine Hinwendung zum Ostjudentum einsetzte.

## Leben
Alfred Lehmann war der Sohn eines Buchhändlers Paul Lehmann und dessen Ehefrau Emma. Er hatte noch drei Brüder: Curt, der eine Banklehre absolviert hatte, später in Palästina lebte und zeitweilig in Ben Shemen ein Hotel betrieb, Erich, ein Kunsthistoriker und Kommunist (er nannte sich Lehmann-Lukas), der 1933 mit seiner Frau nach Frankreich emigrierte, aber dort 1939 interniert und 1942 nach Auschwitz deportiert und ermordet wurde und Siegfried Lehmann, den Gründer des Jüdischen Volksheims in Berlin, des Jüdischen Kinderhauses in Kowno und schließlich des Kinder- und Jugenddorfes Ben Shemen. Roni Hirsh-Ratzkovsky verweist auf die vielen Bezüge zwischen Siegfried Lehmanns Wirken und Alfred Lemms Vorstellungen von der Erneuerung des Westjudentums durch die Hinwendung zu den Juden in Osteuropa.
Im Anschluss an Thomas Manns Artikel Weltfrieden im Berliner Tageblatt vom 27. Dezember 1917, der wesentlich zur Entzweiung der Brüder Thomas und Heinrich Mann beitrug, ergriff Lemm Partei gegen Thomas Mann, ohne seine Wertschätzung ihm gegenüber zu verleugnen. Er kritisiert vehement dessen sich
„unpolitisch“ verstehende Position, die in Wahrheit eine dezidiert politische Stellungnahme gegen Demokratiebestrebungen und für den Fortbestand der Monarchie war:  „Diese Äußerungen werden von unserer jüngeren literarisch-politischen Generation, die sich zumeist um Ihren Bruder Heinrich schart, scharf verurteilt worden sein. Erlauben Sie mir zu sagen: mit Recht. Erlauben Sie mir aber auch zu sagen, warum ich, der ich einesteils auch zu jenem Kreis gehöre, ihm beistimme und dennoch Sie bis zum Einverständnis verstehe: Der Künstler in mir freut sich über Ihre Worte, aber der Ethiker, der Mensch in mir, der nach einer Lösung dieser entsetzlichsten Weltverhältnisse von heute verlangt, erkennt, daß Sie nichts Gutes damit taten.“
Alfred Lemm war verheiratet mit Susanna (genannt Susi) Behr. Nach seinem frühen Tod wurde er auf dem Jüdischen Friedhof in Berlin-Weißensee beigesetzt. Das Grab Nr. 53881, Feld BV, Reihe drei, hat einen Stein, der ein aufgeschlagenes Buch darstellt, und trägt auf der Rückseite die Inschrift: „Sein Streben war Reinheit Wahrheit / und Gerechtigkeit / Strenge gegen sich selbst / voll großer Liebe für seine Kunst / und die Menschen.“
Seine Witwe war in zweiter Ehe mit dem Kaufmann Paul Zadek verheiratet. Sie sind die Eltern des Regisseurs und Intendanten Peter Zadek.

## Werke
- Galizisches Tagebuch, in: Zeit-Echo. Ein Kriegs-Tagebuch der Künstler 1914–1917, hrsg. von Otto Haas-Heye, Januar 1916.
- Aufzeichnungen eines Krankenträgers, Zeit-Echo, April 1916.
- Fahrt durch Polen, Frankfurter Zeitung, 3. September 1916, und in: Selbstwehr. Unabhängige jüdische Wochenschrift, 15. September 1916.
- Grossstadt Unkultur und die Juden, in: Der Jude, August 1916.
- Von der Aufgabe der Juden in Europa, in: Der Jude, 1917.
- Der fliehende Felician. Roman. Müller, München 1917.
- Vom Wesen der wahren Vaterlandsliebe. Reihe: Schriften gegen die Zeit, 3. Heinz Barger, Der Neue Geist Verlag, Berlin, 1917.
- Mord. Novellen, 2 Bände. Roland Verlag Albert Mundt, München 1918.

1. Erzählungen. Die Neue Reihe, 10
2. Versuche. Die Neue Reihe, 11

- Der Weg der Deutschjuden. Eine Skizzierung. Reihe: Der neue Geist, 13. Der Neue Geist Verlag, Leipzig, 1919.
- Beiträge in Das Forum. Herausgeber: Wilhelm Herzog. Jg. 1, April 1914 – März 1915 und im Zeit-Echo. Herausgeber: Otto Haas-Heye. Jg. 2, Heft 8, 1915–1916.
- Alfred Lemm: Weltflucht, in: Fritz Martini (Hg.): Prosa des Expressionismus, Reclam, Stuttgart, 1970, S. 245–263

## Notizen
1. 1 2  StA Wilmersdorf, Sterbeurkunde Nr. 1370/1918
2. ↑  Roni Hirsh-Ratzkovsky: From Berlin to Ben Shemen: The Lehmann Brothers between Expressionism and Zionism
3. 1 2 3  Zitiert nach Florian Sendtner: Kämpfer gegen den Tod. Der unbekannte expressionistische Schriftsteller Alfred Lemm – und eine allzu bekannte Debatte
4. ↑  Hans Jürgen Schütz, * 4. September 1936 Wilhelmshaven, † 10. Juli 2004 Bremen
5. ↑  mit einem Auszug aus: Der Herr mit der gelben Brille. 1915, publiziert 1920. Ein junger Mann, der nicht kriegsbegeistert mit der Masse jubeln will, wird von dieser gelyncht, von einem Mob aus Studenten, Ärzten, Politikern und anderen Kleinbürgern

| Personendaten    | Personendaten                                                 |
| ---------------- | ------------------------------------------------------------- |
| NAME             | Lemm, Alfred                                                  |
| ALTERNATIVNAMEN  | Lehmann, Max Alfred (wirklicher Name)                         |
| KURZBESCHREIBUNG | deutscher expressionistischer Erzähler, Pazifist und Essayist |
| GEBURTSDATUM     | 6. Dezember 1889                                              |
| GEBURTSORT       | Berlin                                                        |
| STERBEDATUM      | 16. Oktober 1918                                              |
| STERBEORT        | Berlin-Wilmersdorf                                            |